# フィルス&ドリームズ
『フィルス&ドリームズ』（Filth and Dreams）は、1999年3月17日にリリースされたスウィング・アウト・シスターの6枚目のスタジオ・アルバム。発売元はマーキュリー・レコード。当初は日本大幅先行発売とされていたが、結果的に日本のみでのリリースになった。発売当初の邦題は『フィルス・アンド・ドリームス』と「ス」に濁点が付いていなかったが後の再発では濁点が付くようになった。

## 収録曲
| #   | タイトル                                 | 作詞 | 作曲・編曲 | 時間 |
| --- | ---------------------------------------- | ---- | ---------- | ---- |
| 1.  | 「フーズ・ビーン・スリーピング」         |      |            | 4:36 |
| 2.  | 「クローサー・ザン・ザ・サン」           |      |            | 3:42 |
| 3.  | 「シュガー・フリー」                     |      |            | 4:29 |
| 4.  | 「フィルス&ドリームズ」                  |      |            | 3:54 |
| 5.  | 「ハッピー・ホエン・ユーアー・ハイ」     |      |            | 5:34 |
| 6.  | 「イフ・アイ・ハド・ザ・ハート」         |      |            | 4:21 |
| 7.  | 「ホエン・モーニング・カムズ」           |      |            | 4:27 |
| 8.  | 「インヴィザブル」                       |      |            | 4:26 |
| 9.  | 「ワールド・アウト・オブ・コントロール」 |      |            | 3:59 |
| 10. | 「メイク・ユー・ステイ」                 |      |            | 3:57 |

## チャート成績

### 週間チャート
| チャート（1999年）       | 最高順位 |
| ------------------------ | -------- |
| 日本（オリコンチャート） | 42       |